# Bahus
Der Bahus (manchmal auch Béus geschrieben) ist ein Fluss in Frankreich, der in der Region Nouvelle-Aquitaine verläuft. Er entspringt im Gemeindegebiet von Claracq, entwässert generell Richtung Nord und Nordwest durch die Landschaft und das gleichnamige Weinbaugebiet Tursan und mündet nach rund 48 Kilometern im Gemeindegebiet von Saint-Sever als linker Nebenfluss in den Adour. Auf seinem Weg durchquert der Bahus die Départements Pyrénées-Atlantiques und Landes.

## Orte am Fluss
(Reihenfolge in Fließrichtung)
- Claracq
- Miramont-Sensacq
- Sorbets
- Eugénie-les-Bains
- Montgaillard
- Saint-Sever